# 田中教照
田中 教照（たなか きょうしょう、1947年 - ）は、日本の仏教学者、武蔵野大学名誉教授。

## 人物・来歴
山口県生まれ。1971年東京大学文学部印度哲学科卒、76年同大学院人文科学研究科インド哲学梵文学専攻博士課程満期退学、1991年「修業道論の展開と初期アビダルマ論書」で文学博士。東京大学非常勤講師、慶應義塾大学非常勤講師、武蔵野女子学院中学校・高等学校校長、1976年武蔵野女子大学短期大学部専任講師、80年助教授、93年教授、1999年武蔵野女子大学学長などを経て、武蔵野大学（校名変更）教授、武蔵野女子学院学院長。2018年定年退職、名誉教授。浄土真宗。

## 著書
- 『浄土真宗の学び方』 (伝道新書) 教育新潮社、1989.4
- 『初期仏教の修行道論』山喜房仏書林、1993.2
- 『浄土真宗』(よくわかる仏事の本) 世界文化社、1993.7
- 『親鸞の宗教』山喜房佛書林、1998.7
- 『歎異抄 21世紀の指針として』世界聖典刊行協会、2000.7
- 『仏は叫んでいる』武蔵野大学出版会、2008.2
- 『親鸞 日本人のこころの言葉』創元社、2011.3
- 『現代文「歎異抄」に学ぶ親鸞の教え』山喜房佛書林、2021.10

### 共編著
- 『親鸞のいいたかったこと』(もんじゅ選書) 小山一行共著、講談社、1986.1
- 『お経浄土真宗 座右版』早島鏡正共編著、講談社、1999.2
- 『仏教最前線の課題』(武蔵野大学シリーズ) 編著、武蔵野大学出版会、2009.1

## 論文
- <田中教照